# Collegio elettorale di Pordenone (Camera dei deputati)
Il collegio di Pordenone fu un collegio elettorale uninominale della Repubblica Italiana per l'elezione della Camera dei deputati. Apparteneva alla circoscrizione Friuli-Venezia Giulia e fu utilizzato per eleggere un deputato nella XII, XIII e XIV legislatura.
Venne istituito nel 1993 con la cosiddetta Legge Mattarella (Legge n. 277, Nuove norme per l'elezione della Camera dei deputati), attuata in seguito al referendum abrogativo del 1993. La legge istituì per la Camera dei deputati e per il Senato della Repubblica un sistema di elezione misto, in parte maggioritario e in parte proporzionale. Il 75% dei parlamentari dell'assemblea veniva eletto in collegi uninominali tramite sistema maggioritario a turno unico; il restante 25% alla Camera veniva eletto tramite sistema proporzionale con liste bloccate.
Il collegio venne abolito insieme a tutti gli altri che costituivano la Camera con la promulgazione della legge elettorale successiva, la cosiddetta Legge Calderoli. Questa prevedeva un sistema proporzionale con premio di maggioranza, che alla Camera veniva attribuito a livello nazionale.

## Territorio
Il collegio di Pordenone era uno dei 10 collegi uninominali in cui era suddiviso il Friuli-Venezia Giulia e, come previsto dal D.Lgs. del 20 dicembre 1993 n. 536, era interamente compreso nella provincia di Pordenone e comprendeva i seguenti comuni: Arzene, Casarsa della Delizia, Cordenons, Cordovado, Fiume Veneto, Morsano al Tagliamento, Porcia, Pordenone, San Martino al Tagliamento, San Vito al Tagliamento, Sesto al Reghena, Valvasone e Zoppola.

## Eletti
| Elezione | Elezione                | Deputato         | Partito                  |
| -------- | ----------------------- | ---------------- | ------------------------ |
|          | 1994                    | Edouard Ballaman | Polo delle Libertà (LN)  |
|          | 1996                    | Manlio Contento  | Polo per le Libertà (AN) |
| 2001     | Casa delle Libertà (AN) | Manlio Contento  |                          |

## Dati elettorali

### XII legislatura

#### Risultati proporzionale
| Coalizioni        | Coalizioni                   | Liste                        | Liste                              | Voti   | %     |
| ----------------- | ---------------------------- | ---------------------------- | ---------------------------------- | ------ | ----- |
|                   | Polo delle Libertà           |                              | Forza Italia                       | 25.298 | 25,55 |
|                   | Polo delle Libertà           | Lega Nord                    | 18.975                             | 19,17  |       |
| Totale coalizione | Totale coalizione            | 44.273                       | 44,72                              |        |       |
|                   | Progressisti                 |                              | Partito Democratico della Sinistra | 11.475 | 11,59 |
|                   | Progressisti                 | Rifondazione Comunista       | 5.279                              | 5,33   |       |
|                   | Progressisti                 | Federazione dei Verdi        | 4.149                              | 4,19   |       |
|                   | Progressisti                 | Partito Socialista Italiano  | 1.372                              | 1,39   |       |
| Totale coalizione | Totale coalizione            | 22.275                       | 22,50                              |        |       |
|                   | Patto per l'Italia           |                              | Partito Popolare Italiano          | 15.854 | 16,01 |
|                   | Alleanza Nazionale           | Alleanza Nazionale           | Alleanza Nazionale                 | 11.590 | 11,71 |
|                   | Lista Pannella               | Lista Pannella               | Lista Pannella                     | 4.240  | 4,28  |
|                   | Partito della Legge Naturale | Partito della Legge Naturale | Partito della Legge Naturale       | 773    | 0,78  |
| Totale            | Totale                       | Totale                       | Totale                             | 99.005 |       |

#### Risultati uninominale
|                               | Edouard Ballaman ✔️ Eletto | Polo delle Libertà (FI - LN - CCD - UDC) | 46 844 | 47,85 |  |  |  |  |  |
|                               | Francesco Durante          | Progressisti                             | 22 344 | 22,82 |  |  |  |  |  |
|                               | Maria Grazia Girolami      | Patto per l'Italia                       | 14 946 | 15,27 |  |  |  |  |  |
|                               | Gastone Parigi             | Alleanza Nazionale                       | 12 364 | 12,63 |  |  |  |  |  |
|                               | Ilario Pontel              | Partito della Legge Naturale             | 1 395  | 1,43  |  |  |  |  |  |
| Totale                        | Totale                     | Totale                                   | 97 893 | 100   |  |  |  |  |  |
|                               |                            |                                          |        |       |  |  |  |  |  |
| Fonte: Ministero dell'interno |                            |                                          |        |       |  |  |  |  |  |

### XIII legislatura

#### Risultati proporzionale
| Coalizioni        | Coalizioni                         | Liste                                     | Liste                              | Voti   | %     |
| ----------------- | ---------------------------------- | ----------------------------------------- | ---------------------------------- | ------ | ----- |
|                   | Polo per le Libertà                |                                           | Forza Italia                       | 20.004 | 20,97 |
|                   | Polo per le Libertà                | Alleanza Nazionale                        | 11.493                             | 12,05  |       |
|                   | Polo per le Libertà                | CCD-CDU                                   | 4.863                              | 5,10   |       |
| Totale coalizione | Totale coalizione                  | 36.360                                    | 38,12                              |        |       |
|                   | Lega Nord                          | Lega Nord                                 | Lega Nord                          | 27.338 | 28,66 |
|                   | L'Ulivo                            |                                           | Partito Democratico della Sinistra | 11.803 | 12,37 |
|                   | L'Ulivo                            | Popolari per Prodi (PPI-SVP-PRI-UD-Prodi) | 9.684                              | 10,15  |       |
|                   | L'Ulivo                            | Federazione dei Verdi                     | 3.495                              | 3,66   |       |
| Totale coalizione | Totale coalizione                  | 24.982                                    | 26,18                              |        |       |
|                   | Progressisti                       |                                           | Rifondazione Comunista             | 5.800  | 6,08  |
|                   | Movimento Sociale Fiamma Tricolore | Movimento Sociale Fiamma Tricolore        | Movimento Sociale Fiamma Tricolore | 544    | 0,57  |
|                   | Nord Libero Autonomia              | Nord Libero Autonomia                     | Nord Libero Autonomia              | 371    | 0,39  |
| Totale            | Totale                             | Totale                                    | Totale                             | 95.395 |       |

#### Risultati uninominale
|                               | Manlio Contento ✔️ Eletto | Polo per le Libertà | 34 185 | 36,17 |  |  |  |  |  |
|                               | Antonio Di Bisceglie      | L'Ulivo             | 31 618 | 33,45 |  |  |  |  |  |
|                               | Nicola Zille              | Lega Nord           | 28 718 | 30,38 |  |  |  |  |  |
| Totale                        | Totale                    | Totale              | 94 521 | 100   |  |  |  |  |  |
|                               |                           |                     |        |       |  |  |  |  |  |
| Fonte: Ministero dell'interno |                           |                     |        |       |  |  |  |  |  |

### XIV legislatura

#### Risultati proporzionale
| Coalizioni        | Coalizioni                 | Liste                      | Liste                                 | Voti   | %     |
| ----------------- | -------------------------- | -------------------------- | ------------------------------------- | ------ | ----- |
|                   | Casa delle Libertà         |                            | Forza Italia                          | 27.605 | 30,24 |
|                   | Casa delle Libertà         | Alleanza Nazionale         | 9.693                                 | 10,62  |       |
|                   | Casa delle Libertà         | Lega Nord                  | 9.085                                 | 9,95   |       |
|                   | Casa delle Libertà         | CCD-CDU                    | 2.225                                 | 2,44   |       |
| Totale coalizione | Totale coalizione          | 48.608                     | 53,25                                 |        |       |
|                   | L'Ulivo                    |                            | La Margherita (Dem - PPI - RI- UDEUR) | 17.242 | 18,89 |
|                   | L'Ulivo                    | Democratici di Sinistra    | 9.566                                 | 10,48  |       |
|                   | L'Ulivo                    | Il Girasole (FdV - SDI)    | 1.659                                 | 1,82   |       |
|                   | L'Ulivo                    | Comunisti Italiani         | 1.162                                 | 1,27   |       |
| Totale coalizione | Totale coalizione          | 29.629                     | 32,46                                 |        |       |
|                   | Lista Di Pietro            | Lista Di Pietro            | Lista Di Pietro                       | 4.119  | 4,51  |
|                   | Rifondazione Comunista     | Rifondazione Comunista     | Rifondazione Comunista                | 3.818  | 4,18  |
|                   | Lista Pannella - Bonino    | Lista Pannella - Bonino    | Lista Pannella - Bonino               | 3.266  | 3,58  |
|                   | Democrazia Europea         | Democrazia Europea         | Democrazia Europea                    | 1.644  | 1,80  |
|                   | Abolizione scorporo        | Abolizione scorporo        | Abolizione scorporo                   | 107    | 0,12  |
|                   | Terzo Polo per l'Autonomia | Terzo Polo per l'Autonomia | Terzo Polo per l'Autonomia            | 88     | 0,10  |
| Totale            | Totale                     | Totale                     | Totale                                | 91.279 |       |

#### Risultati uninominale
|                               | Manlio Contento ✔️ Eletto       | Casa delle Libertà | 44 634 | 48,83 |  |  |  |  |  |
|                               | Antonio Di Bisceglie            | L'Ulivo            | 35 604 | 38,95 |  |  |  |  |  |
|                               | Angelo Gnan                     | Lista Di Pietro    | 4 423  | 4,84  |  |  |  |  |  |
|                               | John Fischetti                  | Lista Emma Bonino  | 3 737  | 4,09  |  |  |  |  |  |
|                               | Pietro Giorgio Giovanni Zannese | Democrazia Europea | 3 006  | 3,29  |  |  |  |  |  |
| Totale                        | Totale                          | Totale             | 91 404 | 100   |  |  |  |  |  |
|                               |                                 |                    |        |       |  |  |  |  |  |
| Fonte: Ministero dell'interno |                                 |                    |        |       |  |  |  |  |  |